# Léon Clédat
Léon Clédat, né le 4 février 1851 au Change et mort le 29 mai 1930 à Lyon 6e, est un philologue français.

## Biographie
Élève de Gaston Paris, de Paul Meyer et d’autres à l’École des Chartes, à l’École des Hautes Études et au Collège de France, il a soutenu, en 1879, une thèse sur le rôle historique de Bertran de Born.
Il a rendu accessible au grand public les chefs-d’œuvre de la littérature médiévale par des adaptations métriques fidèles de la Chanson de Roland, d’Aymeri de Narbonne et du Couronnement de Louis, par deux études sur la Poésie lyrique et le Théâtre en France au moyen âge, par un petit livre sur Rutebeuf paru dans la collection des Grands écrivains français et qui a eu deux éditions.
Membre de l'École française de Rome, il enseigne, de décembre 1876 jusqu'en 1921, la langue et la littérature médiévale française à l'université de Lyon, dont il devient doyen, à partir de 1892. En 1885, il reçoit le prix Archon-Despérouses pour sa Grammaire élémentaire de la vieille langue française et en 1913, le prix Saintour pour son Dictionnaire étymologique de la langue française.
Collaborateur de la Revue des langues romanes et de Romania, il fonde, en 1887, la Revue des patois, renommée Revue de philologie française et provençale en 1887, puis Revue de philologie française et de littérature en 1897. Fervent de la réforme de l’orthographe, il avait devancé la réforme officielle, qui tardait à venir, et adopté, dans la Revue de philologie française, une orthographe réformée avec modération, les modifications consistant essentiellement en la suppression de la gémination des consonnes et des lettres superflues dues à des préoccupations d’étymologie ou de fausse étymologie, mais n’ayant aucune valeur phonétique.
Le 3 décembre 1889, il est élu membre de l'Académie des sciences, belles-lettres et arts de Lyon à la section Lettres. Il était également membre du Conseil supérieur de l'Instruction publique, membre de la Société des anciens textes français depuis 1886.
À l’issue de ses obsèques, célébrées en l’église Saint-Pothin de Lyon, il a été inhumé Saint-Haon-le-Châtel.

## Publications
- Louis Duchesne, Étude sur le Liber Pontificalis : suivie de : I- Recherches sur les manuscrits archéologiques de Jacques Grimaldi. Les manuscrits conservés à Rome, à Florence, à Milan, à Turin et à Paris par Eugène Müntz, II- Étude sur le Mystère provençal de Sainte Agnès. Examen du manuscrit de la Bibliothèque Chigi et de l'édition de M. Bartsch par Léon Clédat, Paris, Ernest Thorin éditeur, coll. « Bibliothèque des Écoles françaises d'Athènes et de Rome », 1877 (lire en ligne), chap. 1, p. 271-283.
- Lyon au commencement du XVe siècle (1416-1420), d'après les registres consulaires, Paris, 1884.
- Grammaire élémentaire de la vieille langue française, Paris, 1885.
- La Chanson de Roland, nouvelle édition classique, Paris 1886.
- Petit Glossaire du vieux français, précédé d'une introduction grammaticale, Paris, 1887.
- Extraits de la Chronique de Joinville, précédés d'une introduction grammaticale et suivis d'un glossaire, Paris, 1887.
- La Chanson de Roland. Traduction archaïque et rythmée, Paris, 1887.
- Le Nouveau Testament, traduit au XIIIe siècle en langue provençale, suivi d'un rituel cathare, Paris, 1887.
- Nouvelle Grammaire historique du français, Paris, 1889.
- Grammaire élémentaire, 2 volumes, Paris, 1890.
- L'Orthographe française, discours de réception à l'Académie des sciences, belles-lettres et arts de Lyon, lu dans la séance publique du 1er juillet 1890, Lyon, 1890.
- Précis d'orthographe et de grammaire phonétiques, pour l'enseignement du français à l'étranger, Paris, 1890.
- Rutebeuf, Paris, 1891.
- La Poésie lyrique et satirique en France au Moyen Âge, Paris, 1893.
- Grammaire raisonnée de la langue française, Paris, H. Le Soudier, 1894 (lire en ligne).
- Le Théâtre en France au Moyen Âge, Paris, 1896.
- Notions d'histoire de l'orthographe, Paris, 1910.
- Chrestomathie du moyen âge, ou Morceaux choisis des auteurs français du Moyen Âge, 7e éd., Paris, 1912.
- Dictionnaire étymologique de la langue française, Paris, 1912.
- Manuel de phonétique et de morphologie historique du français, Paris, 1917.
- Vocabulaire latin. Familles et groupements de mots, Paris, 1924.
- Les Origines latines du français, Paris, 1926.
- Précis d'orthographe française, Paris, 1930.
- En marge des grammaires, Paris, 1932.